# Место спринтера вакантно
«Место спринтера вакантно» — советский художественный фильм 1976 года, снятый режиссёром Анатолием Ивановым на киностудии имени Александра Довженко, его дебютная работа в художественном кино.
Премьера фильма состоялась 27 мая 1976 года. Фильм посмотрели 700 000 зрителей.

## Сюжет
На чемпионате СССР по велоспорту трое участников борются за первое место: ветеран, опытный спортсмен и молодой гонщик. Во время гонки происходит несчастный случай, который меняет судьбы участников. Впереди второй тур, который решит, кто отправится на международный турнир. Возникают различные трудности и препятствия, но каждый из гонщиков идёт к своей цели, готовясь к решающему дню.

## В ролях
- Сергей Комаров — Ольшевский
- Борис Бачурин — Сокол
- Паул Буткевич — Айвар Калнынь
- Станислав Станкевич — Зимин
- Алексей Кожевников — Матвеев
- Лев Перфилов — Бунин
- Инесе Янсоне — Ксения
- Броня Брашките — Ирина
- Гурам Пирцхалава — Гогелия
- Георгий Дворников — Николаев
- Юрий Симонов — фотограф

## Съёмочная группа
- Режиссёр: Анатолий Иванов
- Сценарист: Станислав Токарев
- Оператор: Андрей Владимиров
- Художники: Михаил Юферов, Александр Шеремет
- Звукорежиссёр: Ариадна Федоренко
- Композитор: Вадим Ильин